# Idiostrangalia contracta
Idiostrangalia contracta là một loài bọ cánh cứng trong họ Cerambycidae.